# Skawalker
Skawalker – polski zespół rockowy, założony w 1991 roku przez Grzegorza Skawińskiego, Waldemara Tkaczyka, Zbigniewa Kraszewskiego i Piotra Łukaszewskiego.

## Historia

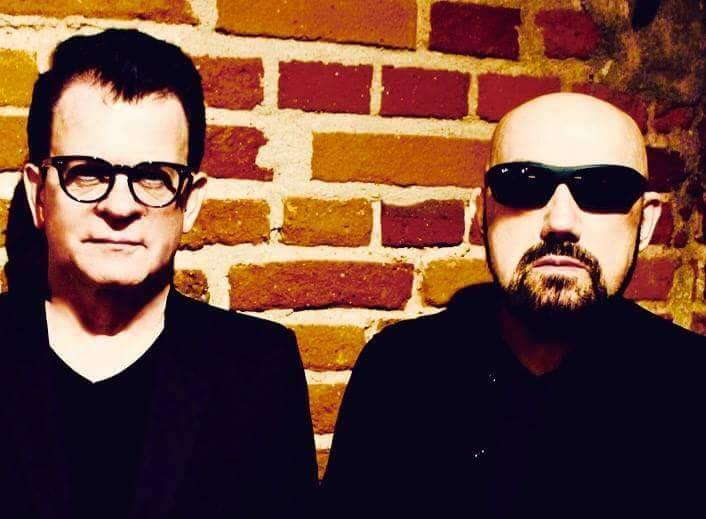
Od lewej: Waldemar Tkaczyk, Grzegorz Skawiński

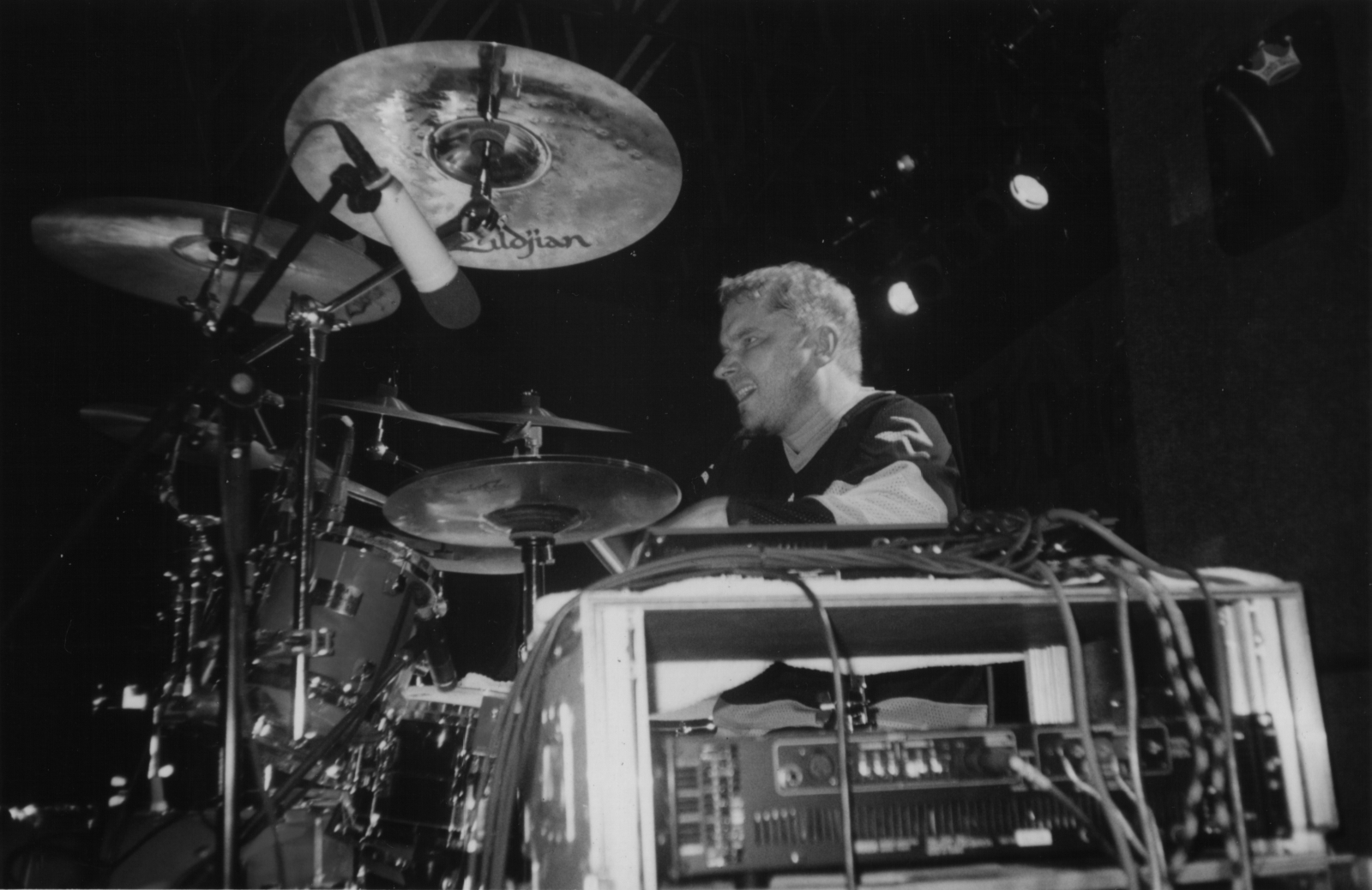
Zbigniew Kraszewski

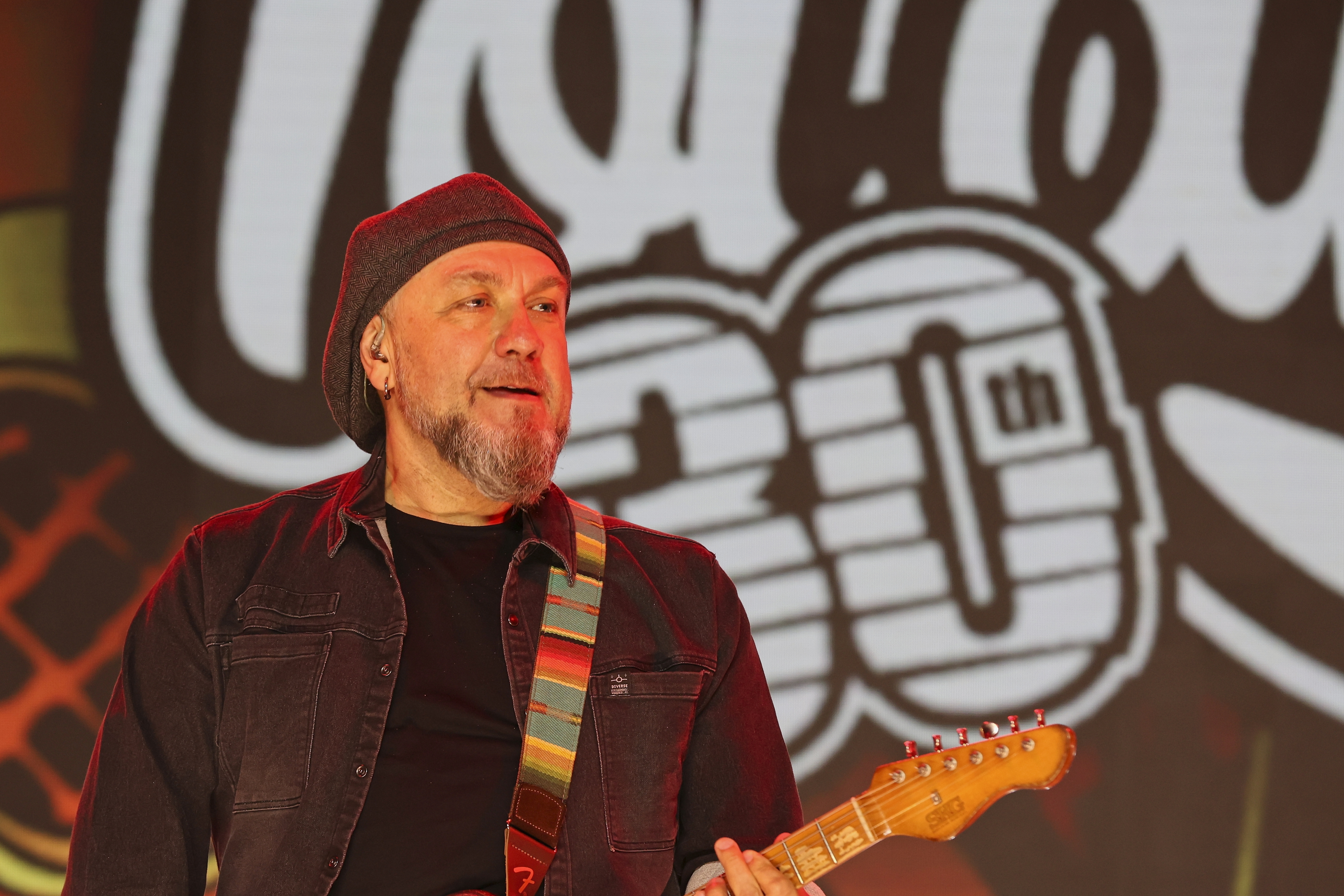
Piotr Łukaszewski

Grupa wydała dwa albumy studyjne - anglojęzyczny Skawalker i polskojęzyczny Sivan oraz jeden album koncertowy będący zapisem występu akustycznego w Łodzi w ramach serii koncertów z cyklu Bez Prądu.  
W 1992 po nagraniu debiutanckiego albumu zespołu Piotr Łukaszewski opuścił grupę przechodząc do zespołu IRA. Tuż po tym zespół na krótko nawiązał współpracę z wokalistą i gitarzystą Tomaszem Lipnickim, który wedle zamysłu Grzegorza Skawińskiego miał pełnić rolę frontmana zespołu, lecz ostatecznie współpraca z muzykiem zakończyła się na kilku koncertach.  
W 1994 roku do Skawalkera dołączył Wojciech Horny, a następnie debiutująca w branży muzycznej Agnieszka Chylińska. W trakcie pracy nad trzecim albumem studyjnym zespołu i jednocześnie pierwszym z Chylińską zespół zmienił nazwę na O.N.A.

## Muzycy
- Grzegorz Skawiński – śpiew, gitary (1991–1994)
- Waldemar Tkaczyk – gitara basowa (1991–1994)
- Zbigniew Kraszewski – instrumenty perkusyjne (1991–1994)
- Piotr Łukaszewski – gitary (1991–1992)
- Tomasz Lipnicki – śpiew, gitary (1992–1993)[1][2]
- Wojciech Horny – instrumenty klawiszowe (1994)

## Dyskografia
- Skawalker (1992)
- Sivan (1994)
- Bez prądu (1994)